# İnözükoşaca, Bafra
İnözükoşaca là một xã thuộc huyện Bafra, tỉnh Samsun, Thổ Nhĩ Kỳ. Dân số thời điểm năm 2010 là 257 người.